# CD Toledo
CD Toledo is een Spaanse voetbalclub uit Toledo in de regio Castilië-La Mancha. De club heeft als thuisstadion het Estadio Salto del Caballo en CD Toledo speelt sinds 2018 terug in de Tercera División.  Tijdens het overgangsjaar 2020-2021 kon de ploeg zich dankzij de eindrondes plaatsen voor de nieuwe Segunda División RFEF.

## Geschiedenis
CD Toledo werd opgericht in 1939. De club speelde zeven seizoenen in de Segunda División A, de tweede Spaanse divisie, en veertien seizoenen in de Segunda División B. De overige jaargangen bracht CD Toledo door in lagere divisies.

## Bekende spelers
- Marc Bernaus
- José Ramón de la Fuente
- Mariano Juan
- Luis García
- Francisco Rufete
- Jan Urban

## Gewonnen prijzen
- Tercera División: 2007/08